# Химеризам
Химера је јединствен организам сачињен од ћелија које имају више од једног различитог генотипа. Код животиња, то значи да је организам настао од два или више зигота, што може да обухвата поседовање крвних ћелија различитих крвних група, суптилне варијације у фенотипу, а ако су зиготи били различитог пола, могуће је да јединка поседује и мушке и женске полне органе. Животињске химере настају спајањем више оплођених јајних ћелија. Код биљних химера, међутим, различите врсте ткива могу потицати од истог зигота, а разлика често настаје због мутација током нормалне деобе ћелија. Нормално, генетски химеризам није увек видљив голим оком, али може бити откривен током доказивања родитељства.
Други начин да дође до химеризма код животиња је трансплантацијом органа, чиме организам добија ткиво које се развило из другог генома. На пример, трансплантацијом коштане сржи примаоци често усвајају и крвну групу донора (поред своје).

## Животиње
Животињска химера је јединствен организам који је састављен од две или више популација генетски различитих ћелија које потичу од различитих зигота укључених у репродукцију. Ако су се различите ћелије развиле из истог зигота, организам је мозаичан. Химере су формиране од најмање четири матичне ћелије (две оплођене јајне ћелије спојени заједно). Свака популација ћелија задржава своје карактеристике па је новонастали организам састављен од мешавине ткива различитог порекла. Случајеви химеризма су забележени и код људи.
Ово стање може бити наслеђено или се ствара инфузијом алогених хематопоетских ћелија током трансплантације органа или трансфузије крви. Код неидентичних близанаца химеризам настаје анастомозом крвних судова. Вероватноћа да ће потомци бити химере је већа ако се ради о вантелесној оплодњи, јер тада често долази до оплођења више јајних ћелија које се после могу спојити. Химере се често могу узгајати, али плодност и пол потомства зависе од тога која ћелијска линија је проузроковала развој полних жлезда. Ако је један сет ћелија генетски женски, а други генетски мушки може доћи до варијација у интерсексуалним разликама (организам може имати особине и мушког и женског пола).

### Тетрагаметски химеризам
Тетрагаметски химеризам је облик конгениталног химеризма. Ово стање настаје оплођењем две јајне ћелије помоћу два сперматозоида, након чега долази до њиховог спајања у фази бластоциста или у раним фазама зигота. Као резултат настаје организам са испреплетаним ћелијским линијама. Другим речима, химера се формира спајањем два неидентична близанца. До сличног спајања може доћи и код идентичних близанаца, али пошто нема велике разлике између њихових генотипа, настали организам се не би  сматрао химером. Као такви организми, химере могу бити мушког или женског пола, али могу имати и мешовите карактеристике оба пола.
Како се организам развија, може доћи до тога да је састављен од органа који имају различите сетове хромозома. На пример, химера може имати јетру сачињену од ћелија са једним сетом хромозома и бубрег сачињен од ћелија са другачијим сетом хромозома. То се догодило код људи и у једном тренутку се сматрало за изузетно ретку појаву, али новија истраживања су показала да то није случај.
Ово се нарочито односи на мармозете (врста примата). Новија истраживања су показала да су већина мармозета химере које деле ДНК са својим близанцима. Код примата врсте мармозет 95% близанаца дели крв путем хорионске фузије што их чини хематопоетским химерама.
Већина химера пролази кроз живот без да знају да су химере. Разлике у фенотипима могу бити суптилне (нпр. раван палац, очи нешто другачије боје, различит раст длаке на супротним странама тела итд.) или у потпуности неприметне. Под одређеним спектром УВ зрачења код неких химера је могуће приметити карактеристичне трагове на леђима који подсећају на стрелице усмерене надоле, од рамена према доњем делу леђа. Ови трагови представљају израз пигментних неравнина које се зову Блачкове линије.
Химере се могу идентификовати проналаском две популације црвених ћелија, или ако су зиготи били супротног пола, детектовањем интерсекса. Такве особе понекад такође имају различиту пигментацију коже, косе или очију (хетерохромија). Ако су зиготи супротног пола могу се формирати гениталије оба пола: јајници, тестиси или комбиновани овотестиси који се јављају у једном ретком облику интерсекса и представљају стање које је накад било познато као прави хермафродитизам.
Учесталост овог стања не указује на истинску распрострањеност химеризма. Већина химера састављених од мушких и женских ћелија нема интерсексуално стање, као што би се могло очекивати ако би се две ћелијске популације равномерно мешале по телу. Често ће већина или све ћелије једног ћелијског типа бити састављене од једне ћелијске линије (нпр. крв може бити састављена претежно од једне ћелијске линије, а унутрашњи органи од друге ћелијске линије). Полне жлезде производе хормоне одговорне за остале полне карактеристике.
Природне химере се скоро никад не откривају осим ако показују неправилности као што су мушке/женске или хермафродитне карактеристике или неравномерна пигментација коже.
Химеризам је проблематичан за ДНК тестирање и зато може имати последице на породични и кривични закон. На пример, случај Лидије Ферчајлд изведен је пред суд након што је ДНК тестирање очигледно показало да њена деца не могу бити њена. Оптужба је одбачена када је постало јасно да је Лидија химера, а одговарајућа ДНК пронађена у њеном грлићу материце. Други случај био је случај Карен Кеган за коју се у почетку такође сумњало да није биолошка мајка своје деце. Резултати ДНК тестова њених одраслих синова показивали су да им она није мајка.

### Микрохимеризам
Микрохимеризам је присуство малог броја ћелија које су генетски другачије од осталих ћелија организма. Већина људи је рођена са неколико ћелија које су генетски идентичне ћелијама њихове мајке. Код здравих појединаца број ових ћелија се смањује током одрастања. Људи код којих се задржи већи број ћелија генетски идентичних ћелијама њихове мајке подложнији су аутоимуним болестима. За уништавање тих ћелија одговоран је имунски систем, а чест имуни дефект га спречава у томе и истовремено узрокује аутоимуне проблеме.
Мајке често имају неколико ћелија које су генетски идентичне ћелијама њихове деце, а неки људи у оквиру свог организма имају ћелије генетски идентичне ћелијама своје браће или сестара.
Због повећане склоности ка аутоимуним болестима услед присуства ћелија генетски идентичних ћелијама мајке у организму, у студији из 2010. о четрдесетогодишњем мушкарцу са болешћу сличном склеродермији се посумњало да су женске ћелије откривене у његовом крвотоку пореклом од његове мајке. Међутим, испоставило се да је његов облик микрохимризма последица несталог близанца, а још увек је непознато да ли ова врста микрохимеризма узрокује склоност ка аутоимуним болестима.

### Химеризам код људи
Химеризам код људи је забележен у неколико случајева:
- Фоекје Дилема, холандски спринтер, избачена је из националног тима након што је одбила да уради обавезан тест пола у јулу 1950. године. Касније истраге су откриле Y-хромозом у ћелијама њеног тела, а анализе су показале да је Фоекје вероватно била 46,XX/46,XY мозаична жена.[15]
- 1953. године у Британском медицинском часопису је објављено постојање људске химере. Откривена је жена која је имала две различите крвне групе као последицу постојања ћелија њеног брата близанца у њеном телу.[16] Студија из 1996. године открила је да химеризам крвних група није редак случај.[17]
- Још један извештај о људској химери објављен је 1998. године. Мушкарац је због химеризма имао делимично развијене женске органе. (Зачет је вантелесном оплодњом.)[3]
- 2002. године Лидија Ферчајлд није могла да добије социјалну помоћ у Вашингтону јер су ДНК тестови показивали да она није биолошка мајка своје деце. Адвокат тужилаштва чуо је за људску химеру у Новој Енглеској, Карен Кеган, и предложио ту могућност одбрани која је успела да докаже да је и Лидија химера са два сета ДНК од којих један сет припада мајци деце.[18]
- Исте године, чланак у Медицинском часопису Нове Енглеске описује жену код које је тетрагаметски химеризам неочекивано идентификован након припрема за трансплантацију бубрега због којих су пацијенткиња и њена ужа породица морали да буду подвргнути тестирању хистокомпатибилности. Резултати су сугерисали да пацијенткиња није биолошка мајка двоје од троје своје деце.
- 2009. године певачица Тејлор Мул је открила да је оно за шта се увек мислило да је велики белег на њеном торзу заправо последица химеризма. Тејлор поред овога има и две различите крвне групе и два имунска система.
- 2017. године створена је химера човек-прасе за коју се наводи да садржи 0,001% људских ћелија.[19]

#### Хермафродити
Постоји расправа око правих хермафродита у вези са хипотетичком ситуацијом у којој би човек могао да се самооплоди. Ако је људска химера формирана од мушког и женског зигота који су се спојили у један ембрион дајући појединачно функционално ткиво гонада обе врсте, таква самооплодња би била изводљива. Познато је да се самооплодња може јавити код неких врста код којих је хермафродитизам уобичајена појава, али ни један овакав случај још није забележен код људи.

#### Химеризам проузрокован трансплантацијом коштане сржи
Неколико случајева химеризма забележено је код људи који су имали трансплантацију коштане сржи.
- 2019. године, крв и семена течност човека и Риноа (Невада) који је био подвргнут вазектомији показали су само генетски садржај његовог донора коштане сржи. Брисови са његових усана, образа и језика показале су мешовит садржај ДНК.[21]
- 2008. године човек је погинуо у саобраћајној несрећи која се догодила у Сеулу (Јужна Кореја). Ради идентификације, урађена је анализа ДНК. Резултати анализе крви и неких органа су показивали да је преминули човек у ствари био женско. Касније је утврђено да је човек имао трансплантацију коштане сржи, а да је донор била његова ћерка.[21]
- ДНК садржај сперме из случаја напада из 2004. године поклапала се са садржајем човека који је у време напада био у затвору. Тај човек је био донор коштане сржи свом брату за кога је касније утврђено да је починио злочин.[21]

## Биљке

### Химере настале калемљењем
Биљне химере производе се калемљењем генетски различитих родитеља, различитих сорти или врста. Овим поступком се ткива различитих биљака могу делимично стопити тако да формирају један организам који чува обе врсте ткива у једном изданку.
Прва позната таква химера вероватно је Бизара која представља спој фирентинског цитрона и киселе наранџе, а још неки примери су Laburnocytisus 'Adamii' који настаје спајањем биљака Laburnum anagyroides (златна киша) и Cytisus purpureus (љубичаста метла) и „Породична“ стабла где се на исто стабло калеми више врста јабуке или крушке.

### Хромозомске химере
Хромозомске химере су химере код којих се слојеви разликују по свом саставу хромозома. Настају губитком или добитком појединих хромозома или хромозомских фрагмената насталих услед грешке у деоби. Цитохимере често имају више нормалних хромозомских компоненти у измењеном слоју. Ефекти на величину ћелије и карактеристике раста су различити.

### Химеризам проузрокован променама пластидних гена
Ове химере настају спонтаном или индукованом мутацијом пластидног гена, праћеном сортирањем две врсте пластида током вегетативног раста. Химеризам ове врсте препознат је у време настанка по обрасцу сортирања лишћа. Већина химера разнобојних листова су ове врсте. 
Химеризам проузрокован променама пластидних гена утиче на боју плазмида у листовима, а све химере са овим својствима груписане су заједно као хлорофилне химере, или химере разноликих листова. У већини случајева разноликости долази до губитка хлоропласта у мутираном ткиву, због чега део биљног ткива нема зелени пигмент и фотосинтетску способност. Овакво мутирано ткиво није у стању да опстане самостално већ га одржава партнерство са нормалним фотосинтетским ткивом.